# Надзвичайний стан
Надзвича́йний стан — виняткова ситуація, коли під загрозою стоїть «життя нації». Надзвичайний стан має офіційно проголосити держава. Небезпекою «життя нації» може бути іноземна військова окупація, соціальні заворушення, такі як бунти або інші види внутрішніх розбіжностей, що серйозно загрожують правопорядку в країні.

## Поняття «Надзвичайний стан» в міжнародному праві
З 1945 року поняття «надзвичайний стан» замінив вислів «стан війни» і «облогове положення». Надзвичайний стан — поняття, що має обмежене значення. Наприклад, воно не охоплює стихійні лиха, що дуже часто служать виправданням не дотримуватись прав людини державою. Заходи, яких держава-учасник може ввести для скорочення своїх зобов'язань відповідно до Міжнародного пакту про цивільні і політичні права, мають відповідати трьом умовам:
1. Вони повинні бути «заходом, зумовленим крайньою необхідністю ситуації».
2. Вони не повинні «суперечити іншим зобов'язанням держави міжнародному праву».
3. Вони не повинні викликати дискримінацію винятково за ознаками раси, кольору шкіри, статі, мови, релігії або соціального походження.

## Надзвичайний стан в Україні
Надзвичайний стан є особливим правовим режимом, який регулює Конституція України та закон «Про правовий режим надзвичайного стану».
Відповідно до законодавства України надзвичайний стан визначається як:
особливий правовий режим, який може тимчасово вводитися в Україні чи в окремих її місцевостях при виникненні надзвичайних ситуацій техногенного або природного характеру не нижче загальнодержавного рівня, що призвели чи можуть призвести до людських і матеріальних втрат, створюють загрозу життю і здоров'ю громадян, або при спробі захоплення державної влади чи зміни конституційного ладу України шляхом насильства і передбачає надання відповідним органам державної влади, військовому командуванню та органам місцевого самоврядування відповідно до цього Закону повноважень, необхідних для відвернення загрози та забезпечення безпеки і здоров'я громадян, нормального функціонування національної економіки, органів державної влади та органів місцевого самоврядування, захисту конституційного ладу, а також допускає тимчасове, обумовлене загрозою, обмеження у здійсненні конституційних прав і свобод людини і громадянина та прав і законних інтересів юридичних осіб із зазначенням строку дії цих обмежень.
Умови введення надзвичайного стану в Україні чи в окремих її місцевостях:
- виникнення особливо тяжких надзвичайних ситуацій техногенного та природного характеру (стихійного лиха, катастроф, особливо великих пожеж, застосування засобів ураження, пандемій, панзоотій тощо), що створюють загрозу життю і здоров'ю значних верств населення;
- здійснення масових терористичних актів, що супроводжуються загибеллю людей чи руйнуванням особливо важливих об'єктів життєзабезпечення;
- виникнення міжнаціональних і міжконфесійних конфліктів, блокування або захоплення окремих особливо важливих об'єктів або місцевостей, що загрожує безпеці громадян і порушує нормальну діяльність органів державної влади та органів місцевого самоврядування;
- виникнення масових безпорядків, що супроводжуються насильством над громадянами, обмежують їх права і свободи;
- спроби захоплення державної влади чи зміни конституційного ладу України шляхом насильства;
- масового переходу державного кордону з території суміжних держав;
- необхідності відновлення конституційного правопорядку і діяльності органів державної влади.

Допускає тимчасове, обумовлене загрозою, обмеження у здійсненні конституційних прав і свобод людини і громадянина та прав і законних інтересів юридичних осіб із зазначенням строку дії цих обмежень.
Метою введення є:
- усунення загрози та якнайшвидша ліквідація особливо складних техногенних та природних ситуацій,
- нормалізація обстави, відновлення правопорядку при спробах захоплення державної влади чи зміни конституційного ладу шляхом насильства, для відновлення конституційних прав і свобод громадян, а також прав і законних інтересів юридичних осіб, створення умов для нормального функціонування органів державної влади та органів місцевого самоврядування, інших інститутів громадянського суспільства.

У період надзвичайного стану не може бути припинено чи обмежено повноваження Президента України, Верховної Ради України, Кабінету Міністрів України, Уповноваженого Верховної Ради України з прав людини, Верховної Ради Автономної Республіки Крим, Ради міністрів Автономної Республіки Крим, міністерств, інших центральних і місцевих органів виконавчої влади та органів місцевого самоврядування, а також судів, органів прокуратури України, органів оперативно-розшукової діяльності та досудових розслідувань.
В умовах надзвичайного стану забороняються: 
- зміна Конституції України;
- зміна Конституції Автономної Республіки Крим;
- зміна виборчих законів;
- проведення виборів Президента України, а також виборів до Верховної Ради України, Верховної Ради Автономної Республіки Крим і органів місцевого самоврядування;
- проведення всеукраїнських та місцевих референдумів;
- обмеження прав і повноважень народних депутатів України.

Правосуддя на території з надзвичайним станом ведено лише судами, створеними відповідно до Конституції України. Уведення будь-яких скорочених або прискорених форм судочинства забороняється.
Пропозиції щодо введення НС президенту подає Рада національної безпеки і оборони України. Через необхідність введення НС у разі виникнення складних надзвичайних техногенних і природних ситуацій, пропозиції щодо введення НС президенту подає Кабінет Міністрів України.
НС в Україні або в окремих її місцевостях уводиться Указом Президента України, який мусить затвердити Верховна Рада протягом двох днів після подачі звернення. НС для невідкладних заходів з порятунку населення може бути введено без попередження.
НС в Україні може бути введено на термін не більше 30 діб і не більше 60 діб в окремих її місцевостях. У разі потреби стан може продовжитиПрезидент, але не більш як на 30 діб. Указ Президента України про продовження дії надзвичайного стану набуває чинності після затвердження Верховною Радою.
Надзвичайний стан в Україні або в окремих її місцевостях може бути скасовано Указом Президента України раніше терміну, на який введено, у разі усунення обставин, що обумовили необхідність введення надзвичайного стану. З пропозицією про скасування надзвичайного стану до Президента України може звернутися Верховна Рада України. Пропозиції щодо скасування надзвичайного стану в Україні або в окремих її місцевостях, введеного в разі виникнення особливо тяжких надзвичайних ситуацій техногенного та природного характеру, що створюють загрозу життю і здоров'ю значних верств населення, президенту подає Кабінет Міністрів України.

### Реальний прецедент у 2022 році
24 лютого 2022 року в Україні на 30 днів запроваджено надзвичайний стан.